# Indonesia en los Juegos Paralímpicos de Nueva York y Stoke Mandeville 1984
Indonesia estuvo representada en los Juegos Paralímpicos de Nueva York y Stoke Mandeville 1984 por ocho deportistas, seis hombres y dos mujeres.

## Medallistas
El equipo paralímpico indonesio obtuvo las siguientes medallas:
| Nombre                  | Deporte            | Evento                   |
| ----------------------- | ------------------ | ------------------------ |
| Oro                     |                    |                          |
| —                       |                    |                          |
| Plata                   |                    |                          |
| Umardiyani Ninik        | Bolos sobre hierba | Individual A2/4 femenino |
| Bronce                  |                    |                          |
| Lesmana Memed Kurnianto | Bolos sobre hierba | Dobles A6/8 masculino    |